# فرقة البحث والتدخل (الجزائر)

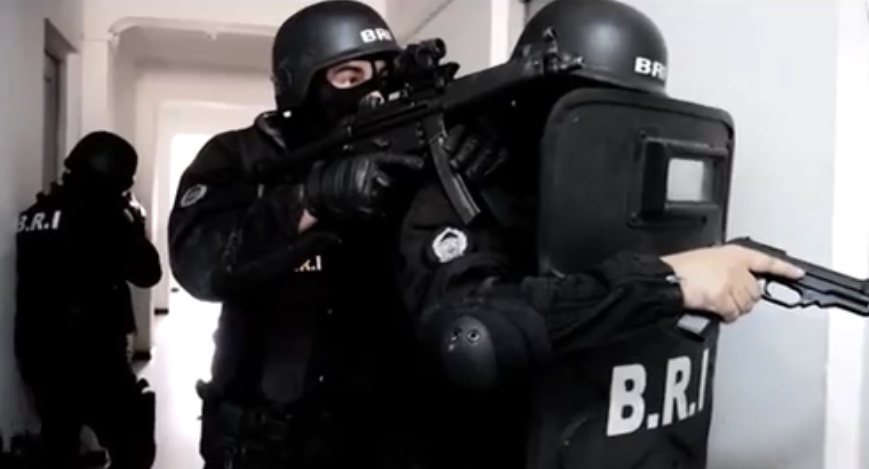
أعوان من الشرطة القضائية

فرقة البحث والتدخل وتشتهر اختصاراً (بـالفرنسية: BRI) هي إحدى وحدات الشرطة القضائية الجزائرية تم إنشائها في سبتمبر 2005 لتدعم فرقة قمع اللصوصية بالعاصمة ومقرها مركز شرطة وسط مدينة الجزائر وتتكون من موظفي الشرطة القضائية المدربين لهذا النوع من التدخل، و يقتصر اختصاصها على ولاية الجزائر.